# Блафф (Юта)
Блафф (англ. Bluff) — переписна місцевість (CDP) в США, в окрузі Сан-Хуан штату Юта. Населення — 240 осіб (2020).

## Географія
Блафф розташований за координатами 37°17′32″ пн. ш. 109°35′49″ зх. д. / 37.29222° пн. ш. 109.59694° зх. д. (37.292349, -109.597000).  За даними Бюро перепису населення США в 2010 році переписна місцевість мала площу 58,37 км², з яких 57,07 км² — суходіл та 1,31 км² — водойми.

### Клімат
| Клімат : Блафф                                                                                  | Клімат : Блафф | Клімат : Блафф | Клімат : Блафф | Клімат : Блафф | Клімат : Блафф | Клімат : Блафф | Клімат : Блафф | Клімат : Блафф | Клімат : Блафф | Клімат : Блафф | Клімат : Блафф | Клімат : Блафф | Клімат : Блафф |
| Показник                                                                                        | Січ.           | Лют.           | Бер.           | Квіт.          | Трав.          | Черв.          | Лип.           | Серп.          | Вер.           | Жовт.          | Лист.          | Груд.          | Рік            |
| Абсолютний максимум, °C                                                                         | 20,6           | 24,4           | 30,0           | 34,4           | 38,9           | 41,1           | 42,8           | 41,1           | 37,8           | 35,0           | 29,4           | 20,6           | 42,8           |
| Середній максимум, °C                                                                           | 6,9            | 11,3           | 17,2           | 22,2           | 27,7           | 33,3           | 35,8           | 34,1           | 29,3           | 21,7           | 13,2           | 6,9            | 21,7           |
| Середній мінімум, °C                                                                            | −6,6           | −3,6           | 0,2            | 4,0            | 8,8            | 12,8           | 17,3           | 16,6           | 10,9           | 3,6            | −2,5           | −6,6           | 4,6            |
| Абсолютний мінімум, °C                                                                          | −30            | −25            | −15,6          | −8,9           | −5             | 0,6            | 4,4            | 2,8            | −5             | −12,2          | −18,9          | −30            | −30            |
| Норма опадів, мм                                                                                | 19             | 17             | 14             | 13             | 12             | 5              | 18             | 21             | 23             | 22             | 18             | 17             | 199            |
| Днів з опадами                                                                                  | 4,3            | 4,3            | 3,4            | 3,3            | 2,9            | 1,5            | 4,2            | 4,9            | 4,1            | 4,1            | 3,1            | 3,6            | 43,7           |
| Днів зі снігом                                                                                  | 1,7            | 1,1            | 0,1            | 0,1            | 0              | 0              | 0              | 0              | 0              | 0,1            | 0,2            | 1,4            | 4,7            |
| ----------------------------------------------------------------------------------------------- | -------------- | -------------- | -------------- | -------------- | -------------- | -------------- | -------------- | -------------- | -------------- | -------------- | -------------- | -------------- | -------------- |
| Джерело: NWS Nowdata for Bluff from NWS Salt Lake City. Normals 1981-2010, extremes since 1911. |                |                |                |                |                |                |                |                |                |                |                |                |                |

## Демографія
Згідно з переписом 2010 року, у переписній місцевості мешкало 258 осіб у 129 домогосподарствах у складі 64 родин. Густота населення становила 4 особи/км².  Було 179 помешкань (3/км²).
Расовий склад населення:
| - 68,2 % — білих - 25,6 % — корінних американців - 0,8 % — чорних або афроамериканців - 1,6 % — осіб інших рас |

До двох чи більше рас належало 3,9 %. Частка іспаномовних становила 5,0 % від усіх жителів.
За віковим діапазоном населення розподілялося таким чином: 17,1 % — особи молодші 18 років, 65,5 % — особи у віці 18—64 років, 17,4 % — особи у віці 65 років та старші. Медіана віку мешканця становила 51,0 року. На 100 осіб жіночої статі у переписній місцевості припадало 101,6 чоловіків;  на 100 жінок у віці від 18 років та старших — 101,9 чоловіків також старших 18 років.
Цивільне працевлаштоване населення становило 253 особи. Основні галузі зайнятості: мистецтво, розваги та відпочинок — 35,2 %, публічна адміністрація — 14,6 %, транспорт — 12,6 %.

## Персоналії
- Чарльз Ленг (1902-1998) — американський кінооператор.